# Francoski vstop v prvo svetovno vojno
Francija je v prvo svetovno vojno vstopila 3. avgusta 1914 z nemško napovedjo vojne.   
Prva svetovna vojna je v veliki meri nastala zaradi spopada med dvema zavezništvoma: centralno zvezo (Nemčija, Avstro-Ogrska in Italija) in antantno zvezo (Francija, Rusija in Velika Britanija). Francija je leta 1894 sklenila vojaško zavezništvo z Rusijo, namenjeno predvsem nevtralizaciji nemške grožnje za obe državi. Nemčija je imela vojaško zavezništvo z Avstro-Ogrsko. 
Junija 1914 je bil v Sarajevu ubit nadvojvoda Franc Ferdinand, prestolonaslednik Avstro-Ogrske. Vlada Avstro-Ogrske se je odločila, da bo Srbijo enkrat za vselej uničila, ker je vzbujala težave med etničnimi Slovani. Nemčija je Avstro-Ogrski na skrivaj dala obljubila, da jo bo vojaško podprla ne glede na njene odločitve. Obe državi sta želeli lokalno vojno Avstro-Ogrske proti Srbiji.
Rusija se je odločila zaščititi Srbijo, majhen slovanski narod, čeprav ji tega pogodbeno ni bilo treba storiti. Car je imel podporo francoskega predsednika, ki sicer skorajda ni bil vpleten v dogodek. Rusija in Francija sta mobilizirali svoji vojski. Nemčija je napovedala vojno Rusiji in Franciji ter vdrla v Francijo skozi Belgijo. Velika Britanija je imela s Francijo sporazume o vojaškem in pomorskem načrtovanju, vendar ni imela uradnih pogodbenih obveznosti. London je menil, da britanski interes zahteva obrambo Francije. Velika Britanija je imela pogodbeno obveznost do Belgije in dolžnost uporabila kot razlog za napoved vojne Nemčiji. Japonska, zaveznica Velike Britanije, pa je v vojno odšla zaradi vojnega plena. Turčija se je pridružila centralnim silam. Italija je namesto, da bi se pridružila Nemčiji in Avstro-Ogrski, s katerimi je imela pogodbe, leta 1915 vstopila v vojno na strani antante. ZDA so neuspešno poskušale posredovati v mirovnih pogajanjih in so aprila 1917 vstopile v vojno na zavezniški strani. Po zelo velikih izgubah na obeh straneh so zavezniki odločno zmagali in si razdelili nemške kolonije in velik del ozemlja Osmanskega cesarstva. Avstro-Ogrska, Nemško, Rusko in Osmansko cesarstvo so po vojni kmalu razpadli.